# Otto Weber (Fotograf)
Otto Weber (geb. 1899 in Köln, gest. 1964) war ein deutscher Fotograf. Neben seinen Porträtfotos und Landschaftsaufnahmen sind vor allem seine Fotografien aus dem Alltag in Kleve in der Zeit des Nationalsozialismus bekannt geworden.

## Lebensweg
Otto Weber war ein Sohn von Heinrich Weber (gest. 24. Juli 1924) und seiner Frau Maria Weber, geb. Brockhage. Ottos Vater Heinrich war Mitbegründer und Leiter der „Rheinischen Glaswerke Weber und Fortemps GmbH“ in Sindorf (Kerpen), deren Gründung am 9. Dezember 1911 notariell beurkundet wurde.
Otto Weber nahm als Funker am Ersten Weltkrieg teil. Er legte 1921 das Abitur ab und studierte anschließend Chemie in Köln.
Otto Weber war mit Helene Weber (geb. 1907, gest. nach 1987) verheiratet. Das Paar hatte mehrere Kinder, darunter die in Kleve geborene Fotografin und bildende Künstlerin Hildegard Weber.
Im Alter von 25 Jahren, nach dem Tod seines Vaters am 24. Juli 1924, wurde der Chemiker Otto Weber technischer Leiter in dessen Glasfabrik Weber & Fortemps. Bald nach dem Ende der alliierten Besetzung des Rheinlandes am 30. Juni 1930 gab Otto Weber die Glasproduktion auf und machte sein Hobby – die Fotografie – zu seinem Beruf. 1932 übernahm er ein Fotoatelier in Kleve an der Kirchstraße und arbeitete als Portrait- und Landschaftsfotograf. Am Standort seines „Photo-Spezial-Hauses O. Weber“ befand sich zuvor das Fotoatelier von Wilhelm Ballizany (1860–1942), der seine Berufstätigkeit Ende 1919 aufgegeben hatte.
Im Zweiten Weltkrieg wurde Webers Antrag auf Freistellung vom Wehrdienst (UK-Stellung) im Jahr 1941 genehmigt – da er der einzige Fotograf in Kleve war, hatte er die „kriegswichtige“ Aufgabe, Passbilder der Reichsarbeitsdienst- und Wehrmachtsangehörigen aufzunehmen. In der Zeit des Nationalsozialismus hat Otto Weber ein privates Fotoarchiv geschaffen, das er sogar vor seiner Familie geheim hielt. Seine Fotos zeigten das Alltagsleben in Kleve unter nationalsozialistischer Herrschaft; Weber fotografierte unter anderem politische und kirchliche Aufmärsche, Versammlungen und Prozessionen. Bei einem alliierten Bombenangriff auf Kleve im Oktober 1944 wurde Webers Atelier völlig zerstört, aber seine private Negativ-Kartei blieb erhalten. Nach Ende des Zweiten Weltkriegs, im Jahr der Währungsreform 1948, eröffnete Weber wieder ein Fotoatelier in Kleve.
Otto Webers starb 1964, im Alter von nur etwa 65 Jahren.
Erst 1985, fast 20 Jahre nach dem Tod ihres Vaters, sichtete seine Tochter Hildegard Weber, ebenfalls Fotografin, Otto Webers umfangreiche Material, organisierte 1987 eine Ausstellung in dem Klever Museum B.C. Koekkoek-Haus und veröffentlichte im selben Jahr eine Auswahl von Webers Fotos in dem Fotoalbum „Tausend ganz normale Jahre“. In seinem Vorwort zu diesem Buch beklagt Hans Magnus Enzensberger, dass die „…Deutschen sich in den Bildern aus der Nazizeit, mit denen sie konfrontiert werden, nicht wiedererkennen. Die üblichen Dokumentationen verstärken die Blockade der Erinnerung, statt sie zu brechen. […] Auf der einen Seite zeigen Propagandafotos und Wochenschauen die gigantische Selbstinszenierung des deutschen Faschismus aus dem Blickwinkel der Täter. […] Umgekehrt gibt es eine antifaschistische Ikonographie, die das Verbrechen vom Standpunkt der Opfer aus sieht. […] Dennoch ist es nicht bloß Verstocktheit, wenn es der Mehrheit der Überlebenden nicht gelingt, sich in den Bildern von Nürnberg und Auschwitz wiederzuerkennen. Es regt sich in ihnen das sichere Gefühl, dass diese beiden Bilderwelten unvollständig sind, dass ihnen etwas fehlt. Dieses Fehlende ist aber der Betrachter selbst, seine Erfahrung, seine Lebenswelt.“ Webers Fotografien aus dem nationalsozialistischen Alltag gewöhnlicher Deutscher schließen eine Lücke zwischen einerseits der nationalsozialistischen Propaganda-Fotografie etwa Heinrich Hoffmanns und andererseits den Aufnahmen der alliierten Fotografen, beispielsweise von Lee Miller, die die Kriegsgefangenen- und Konzentrationslager sowie deren Häftlinge dokumentierten.